# Mario Pesquera
Luis Mario Pesquera Martínez (León, 13 de abril de 1952) es un entrenador español de baloncesto. Fue seleccionador nacional de España de 2003 a 2005. Es hermano del también entrenador de baloncesto José Alberto Pesquera.
Durante los Juegos Olímpicos de Londres 2012, colaboró como comentarista de TVE durante las retransmisiones de baloncesto.

## Trayectoria deportiva
- 1979/80	Universitario Valladolid
- 1980/88	CB Valladolid
- 1988/91	Caja Ronda
- 1992/93	Club Baloncesto Zaragoza
- 1994/95	Dirección general de la sección de baloncesto del Real Madrid
- 2004/05        Seleccionador de  España.

## Palmarés
- Nominado Mejor Entrenador del Año en la temporada 1988-89 por la Asociación de Entrenadores Españoles de Baloncesto (AEEB).
- Nominado Mejor Entrenador de la temporada 1989-90 por la revista "Gigantes del Basket".